# 銀灰のスピードスター
『銀灰のスピードスター』 (ぎんかい-) は、楠みちはる作画による日本の自動車漫画。青年コミック誌『ビッグコミックスピリッツ』 (小学館) にて、2014年37号38号合併号~2015年20号迄連載されていた。続編は、青年コミック誌『ヤングマガジン』 (講談社)にて首都高SPLが連載されている。

## 概要
『湾岸ミッドナイト』の続編として描かれた作品であるが、物語の展開や登場人物の関連性は全く無い。
なお、最終章と銘打たれていたものの、『月刊ヤングマガジン』2016年19号より、さらに続編にあたる『首都高SPL』の連載が開始されている。

## あらすじ
東京都八王子市に住む元木明彦は、輸入車販売・整備のショップ「トミサカオート」の若手メカニックで、職場の先輩である吉村を目標にしていたが、吉村は整備していたシボレー・コルベットの試乗中に出会い頭の事故で死亡してしまう。目標とする先輩を失い混沌とするが、吉村がフリーの中古車ブローカーの石神洸一から依頼を受け、手がけていた空冷ポルシェ911ターボが託された。空冷ポルシェに魅了され、元木の日々に大きく変化をもたらして行く。

## 登場人物とその愛車

### 主要人物
元木 明彦 (もとき あきひこ)
登場車種：1994年式ポルシェ911 ターボ3.6L タイプ964 ボディーカラー…シルバー(銀灰色)元々は、島田順一が新車をトミサカオートから購入した車体。
本作の主人公で、空冷エンジンのポルシェ整備を専門に行うメカニックの青年。東京都八王子市で職場の先輩だった吉村のガレージを引き継いだフリーの自動車整備士。自動車整備の専門学校の出身で、後藤慎吾によると専門学校時代には15万で買ったFCで峠を攻めており、その速さから「高尾のシューマッハ」と呼ばれていたという。専門学校を卒業した後は、同級生の安田に誘われ輸入車専門業者｢トミサカオート｣に入社。ごく普通に勤務していたが、吉村の死亡事故の余波で関わる事になった石神の依頼を切っ掛けに独立する。島田グループから受けた範囲の仕事をメインに、1人でガレージを経営している。バイヤーグループが買い付けて残った12台の911の整備を引き受ける際に、一人で整備するが報酬を安くする代わりに差額分として911ターボを受け取る提案をする。
後藤 慎吾 (ごとう　しんご)
登場車種：マツダ・キャロル改
明彦の友人で大学生。後藤新太の甥。父親（=新太の兄）を早くに亡くしているが、家自体は裕福だった模様。いつもトミサカオート内で暇潰しをしていた。愛車のキャロルは明彦が中古パーツを流用してチューニングしており、沼田に拉致されたリナを救出する為に運転した石神が「こんなに車高落として、よく曲がるな」とその出来に舌を巻いている。大学卒業後の就職先が空調関係会社に内定し、九州営業所に配属希望を出した。
川田 美和 (かわだ みわ)
明彦の元カノで、同郷で通っていた高校の同級生。上昇志向が強く、自身を強く主張する事のない明彦に次第に苛立ちを覚え始め、突如職場を辞めて住居も引き払い、昭彦の前から姿を消す。勤めていた美容師を辞めてからは六本木のホステスを経て、島田グループ内のエリーナカンパニー代表を務めるに至り、島田の秘書の様な立場にある。
後に昭彦と再会してからも一定の距離を置いたような態度を取るが、島田との会話では「嫌いになって別れた訳では無い」旨の発言も見られる。
石神 洸一 (いしがみ こういち)
フリーの中古車ブローカーであるが、以前自動車評論家をしていた。トミサカオートのチーフメカニックだった吉村に空冷エンジンのポルシェ整備を専門に行うメカニック業務を依頼していた。大学生時代は、BNR32GT-Rを駆る首都高ランナーだった。
リナ
石神が常連のクラブホステスである。本性は気性が荒く口が悪いが、人間観察に長けている。客で来店した沼田に催眠性薬物を盛られR35GT-Rで拉致されるが、酩酊状態になりながらも運転中の沼田に肘鉄を食らわせてスピンさせて止め、リナの危険を察知して追いかけて来た明彦と石神に救出される。後にクラブホステスを退職し、実家が経営する金属加工会社に事務職として再就職する。
後藤 新太 (ごとう あらた)
GT-Rのチューニングを手掛けるロケットモータースを経営するチューナーで、慎吾の叔父である。沼田からの依頼でバイヤーグループが買い付けた911の整備の仕事を引き受けるが、最終的に自分のショップに仕事が入った為グループを抜けている。

### トミサカオートの関係者
吉村 (よしむら)
明彦の先輩で、今日子の元恋人。生前トミサカオートのチーフメカニックをしていた。独立を目前に整備した車両の試運転中に大型トラックとの事故で死亡する。石神の依頼を受け、トミサカオートの仕事と別に空冷エンジンのポルシェ整備を専門に行うメカニック業務をしていた。
安田 (やすだ)
明彦の整備学校及びトミサカオートでの同期で、メカニック職を辞めてホストに転身。委託販売の中古車ブローカーを始めるが失敗し、再度ホストに戻る。
富坂 和夫 (とみさか かずお)
明彦の元上司で、元大手外車系列だったトミサカオートの代表。慎吾の亡き父親とは親友だった。

### 島田グループの関係者
沼田 明（ぬまた あきら）
登場車種：トヨタ・ランドクルーザー70ワゴン
今日子に仕える若手中古車ブローカーで車両売買のスキルに長けるが、各所でトラブルを起こしている。リナに惚れ込みR35GT-Rを運転しリナを拉致した際に、追いかけた明彦と石神との峠バトルの最中にリナから肘鉄を喰らった拍子に事故を起こし、R35GT-Rを廃車にした。その後は明彦と組んで車両売買の仕事をしていたが、911ターボ3台を勝手に売却して逃亡した。逃亡後はアメリカで先輩の仕事の手伝いをしており、逃亡の際に迷惑を掛けたお詫びとして、放置されていた911ターボから外した部品（600馬力に耐える6MTとカーボンブレーキ）を明彦に送っている。
今日子（きょうこ）
登場車種：マツダ・RX-7 FD3S型
トミサカオートのチーフメカニックだった吉村の元恋人。明彦との関係は、整備学校及びトミサカオートでの先輩で、メカニック職を経てフロント担当だった。吉村の死後にトミサカオートを退社し、島田順一と結婚する。結婚後、島田の事業の1つを引き受け、自動車バイヤーGrのマネージャー職に就いた。程なく離婚して地元に引き上げるが、その際に石神に「こうなる事を想定してた島田は婚姻届を出してなかった」と明かしており、結果として事実婚だった事を語っている。
島田 順一（しまだ じゅんいち）
島田グループ社長。複数の事業を手掛ける実業家で、若い頃からスカイラインGT-R、ポルシェ、ベンツ等を乗り継ぐ車愛好家としても知られる。明彦の愛車は、もともと彼がトミサカオートで新車購入したものである。

## 続編(首都高SPL)への繋がり
CRSの工藤圭介や家族、その他の取り巻きは、首都高SPLからの登場。それ以外は、銀灰のスピードスターからの継続登場となり、島田順一と石神洸一がレギュラーキャラクターに昇格。慎吾と安田と沼田、今日子とリナの登場は一切無くなった。しかし、川田美和の回想シーンでは、吉村が登場することから首都高SPLへ物語が継承されている。

## 書誌情報
- 楠みちはる『銀灰のスピードスター』小学館〈ビッグコミックス〉、全2巻
  1. 2014年12月3日発売、ISBN 978-4-09-186603-5
  2. 2015年6月3日発売、ISBN 978-4-09-187025-4